# Groupe Casino
Groupe Casino — французская розничная компания. Акции Groupe Casino котируются на Парижской фондовой бирже, а мажоритарным акционером является компания Rallye, в свою очередь контролируемая компанией Finatis. В 2017 году оборот составил 37,8 млрд евро.

## История
Основана 2 августа 1898 года Жоффруа Гишаром. Первый магазин компании открылся в 1860 году рядом с казино, отсюда и название компании. Компания начала быстро расти, к началу Первой мировой войны у неё было 215 магазинов и несколько складов, после войны появились собственные предприятия по производству шоколада, мыла и парфюмерии. В 1960 году в Гренобле компания открыла свой первый супермаркет. В 1970 году компания вышла на рынок Парижа, а также поглотила конкурирующую сеть l’Epargne. В начале 1970-х годов начали открываться гипермаркеты под названием Géant Casino, первый был открыт в Марселе. В 1975 году в Калифорнии был открыт американский филиал Casino USA, в 1984 году он купил сеть из 86 мелкооптовых складов-магазинов Smart & Final Iris. В 1985 году была куплена французская компания CEDIS, оператор магазинов различных форматов, включая гипермаркеты. В 1992 году была куплена компания Rallye, у которой было 44 гипермаркета и 196 супермаркетов, а возглавлял её Жан-Шарль Наури, вскоре ставший главой Groupe Casino. В 1995 году совместно с нидерландской группой Spar был создан французский филиал Spar France. В 1996 году был открыт первый гипермаркет в Польше, к 2003 году их было уже 15. В 1997 году были куплены французские ритейлеры Franprix, Leader Price и Société Mariault. Также в конце 1990-х годов компания попробовала выйти на азиатский рынок, открыв филиалы на Тайване и в Таиланде.
В конце 1990-х годов Groupe Casino приобрела GPA и Grupo Éxito — крупные компании по дистрибуции в Бразилии и Колумбии. В 2003 году оборот группы достиг 23 млрд евро, из них почти четверть приносили зарубежные операции.
В 2005 году торговая недвижимость была выделена в компанию Mercialys, акции которой были размещены на бирже.
В 2023 году сети Géant Casino, Casino Supermarchés, а также латиноамериканский бизнес были выставлены на продажу. Эти активы включали треть от общего числа торговых точек, более 4,3 тыс. магазинов, из них 3 тысячи в Колумбии, 767 в Бразилии, 466 во Франции, 101 в Уругвае и 36 в Аргентине. Большинство гипермаркетов и супермаркетов во Франции удалось продать группам Les Mousquetaires и Auchan. В октябре 2023 года была продана доля в колумбийской Grupo Éxito. Бразильская группа GPA провела дополнительную эмиссию акций, Groupe Casino не стала приобретать новые акции, и её доля сократилась ниже контрольного пакета.
Groupe Casino является создателем некоторых нововведений — бренда первого дистрибьютора в 1901 году, первого магазина самообслуживания в 1948 году и предпродажной демонстрации потребительских товаров в 1959 году.

## Деятельность
По состоянию на конец 2023 года сеть группы насчитывала 8634 торговые точки, из них во Франции 58 гипермаркетов и 405 супермаркетов, в других странах — 223 торговые точки. Основные бренды — гипермаркеты Monoprix, супермаркеты Franprix, Leader Price, Naturalia и Spar, магазины у дома monop’, Le Marché d’à Côté, Le Petit Casino, Vival, Sherpa, интернет-магазин Cdiscount, дистрибьюторский центр Octopia, логистический оператор C-Logistics, аналитический центр relevanC. В Камеруне работает сеть мелкооптовых магазинов Bao.
Выручка за 2023 год составила 9,1 млрд евро (за 2022 год — 34 млрд евро), из них 4,3 млрд евро пришлось на гипермаркеты Monoprix, 1,5 млрд евро — на супермаркеты Franprix, 1,5 млрд евро — на малые магазины, 1,2 млрд евро — на электронную коммерцию, 0,4 млрд евро — на зарубежные операции.